# Lucernaria sainthilairei
Lucernaria sainthilairei is een neteldier uit de klasse Staurozoa. 
Het dier komt uit het geslacht Lucernaria en behoort tot de familie Lucernariidae. Lucernaria sainthilairei werd in 1925 voor het eerst wetenschappelijk beschreven door Redikorzev.